# マリー＝フランス・ピジェ
マリー＝フランス・ピジェ（Marie-France Pisier、1944年5月10日 - 2011年4月24日）は、フランスの女優。作家や脚本家としても活動していた。

## 略歴
1944年に、当時のフランス領インドシナ、現在のベトナムのダラットで生れる。父親はジョルジュ・ピジェ。公法学者で作家のエヴリーヌ・ピジェは姉、数学者のジル・ピジェは弟。姉エヴリーヌは、医師で政治家のベルナール・クシュネルの最初の妻で、後に政治学者のオリヴィエ・デュアメルと再婚している。
1961年にフランソワ・トリュフォー監督の目にとまり、翌1962年に公開されたオムニバス映画『二十歳の恋』のフランス篇『アントワーヌとコレット/二十歳の恋』でヒロインを演じて注目されるようになる。
セザール賞の助演女優賞を第1回（1976年、『さよならの微笑』『フランスでの思い出』）と第2回（1977年、『バロッコ』）の2年連続で受賞している。
2011年4月24日、フランス南部ヴァール県の自宅にあるプールで死亡しているところを発見された。

## 私生活
弁護士で後に政治家となるジョルジュ・キエジマンと1973年に結婚し、息子を1人もうけるが、1979年に離婚。その後、ビジネスマンのティエリー・ファンク＝ブレンタノと再婚し、息子と娘を1人ずつもうける。ピジェの遺体を発見したのは夫のティエリーである。

## 主な出演作品

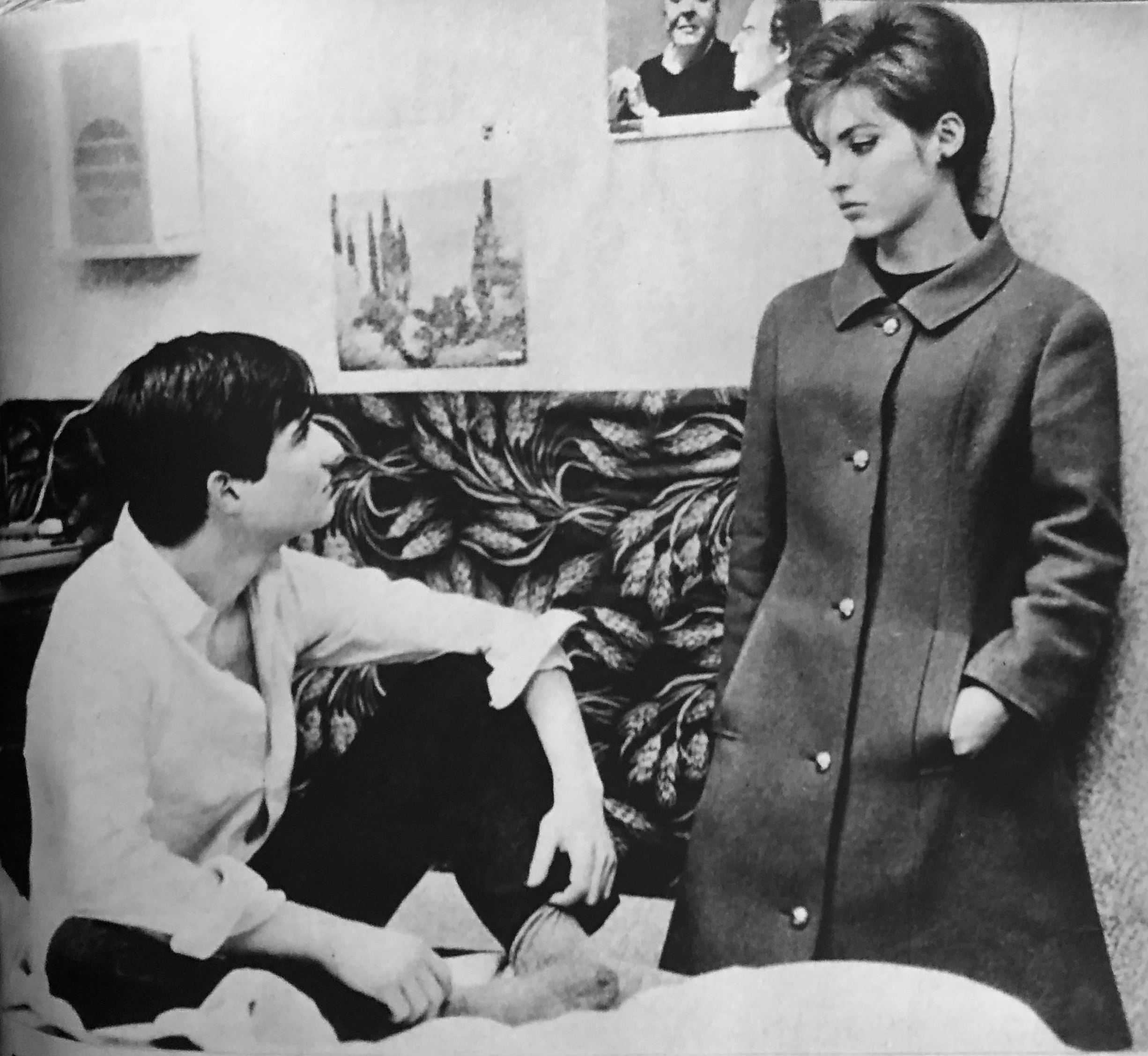
『アントワーヌとコレット/二十歳の恋』（1962年）

- 二十歳の恋 L'amour à vingt ans (1962) ※オムニバス映画
  - アントワーヌとコレット/二十歳の恋 Antoine et Colette
- 殺人者に墓はない La mort d'un tueur (1964)
- ヨーロッパ横断特急 Trans-Europ-Express （1966）
- うたかたの日々 L'écume des jours (1968)
- 夜霧の恋人たち Baisers volés (1968)
- セリーヌとジュリーは舟でゆく Céline et Julie vont en bateau (1974) ※兼脚本
- フランスでの思い出 Souvenirs d'en France (1975)
- さよならの微笑 Cousin cousine (1975)
- 追悼のメロディ Le corps de mon ennemi (1976)
- バロッコ Barocco (1976)
- 真夜中の向う側 The Other Side of Midnight (1977)
- 逃げ去る恋 L'amour en fuite (1979) ※兼脚本
- ブロンテ姉妹 Les Sœurs Brontë (1979)
- フレンチグラフィティ French Postcards (1979)
- 大西洋を乗っ取れ! The French Atlantic Affair (1979) ※テレビミニシリーズ
  - 前編：7000万ドルの爆破予告
  - 後編：沈みゆく超豪華船
- 華麗なる女銀行家 La banquière (1980)
- 泥棒貴族 II The Hot Touch (1981)
- ココ・シャネル Chanel Solitaire (1981)
- 魔の山 Der Zauberberg (1982)
- エースの中のエース L'as des as (1982)
- バトルランナー2030 Le prix du danger (1983)
- ソフィー・マルソーの愛人日記 La note bleue (1991)
- フランソワ・トリュフォー/盗まれた肖像 François Truffaut: Portraits volés (1993) ※ドキュメンタリー映画
- アイスリンク La patinoire (1998)
- 見出された時 -「失われた時を求めて」より- Le temps retrouvé, d'après l'oeuvre de Marcel Proust (1999)
- パリの中で Dans Paris (2006)